# Jantetelco (kommun)
Jantetelco är en kommun i Mexiko.   Den ligger i delstaten Morelos, i den sydöstra delen av landet, 90 km söder om huvudstaden Mexico City. Antalet invånare är 13 745.
Följande samhällen finns i Jantetelco:
- Amayuca
- Jantetelco
- San Antonio la Esperanza
- Santa Lucía
- Colonia Cuatro Caminos
- La Renta
- Campo los Amates